# スズキ・エリオ
エリオ（英:Aerio ）は、スズキが製造・販売していたセダン、ハッチバック型の乗用車である。

## 概要
ミニバンの居住性とワゴンの使い勝手を考えた5ドアハッチバックを2001年1月29日に発売。プラットフォームは他車からの流用ではなく、全く新規に開発されたものを使用。月の販売台数の目標は1,000台。月に3,000台の輸出を予定。エンジンは1.5 Lと1.8 LのDOHCガソリンエンジン（M型）を搭載。なお、北米向けのエリオは2.3 Lエンジンも搭載している。
トランスミッションはATの他に当初はMTも設定された。駆動方式はFF、4WDがラインナップされている。
1.5 Lエンジン搭載モデルに比べ、1.8 Lエンジン搭載モデルはシートヒーター等の専用装備が多く差別化が図られているが、外見的な違いはフェンダー部のホイールアーチモールの有無のみにとどまっており、ほとんど差が無い。このモールの厚みだけ車幅が30 mm広がるため、1.5 Lモデルは5ナンバー車、1.8 Lモデルは3ナンバー車になっている。なお、1.8 Lのセダンはスズキ初の3ナンバーセダンとなる。

### 販売面
余裕のある居住性などから10代の子供を持つファミリー層を中心に注目され、当時のスズキの普通車としては好調な販売実績を残した。
しかし150万円台からという現在の軽自動車並みの低価格さを売りにしていたが、ハッチバックモデルは当時まだ人気の低かったクロスオーバーSUVの見た目に近かったこと、セダンモデルはすでに市場自体の終末期に差し掛かっていたこと、スズキ = 軽自動車というイメージが強いこともあり、当初から普通車全体のモデルとしては販売が低迷し、1代限りで終了となった。

## 初代  RA/B21S/C/D51S型 (2001年～2007年)
2001年1月
カルタス及びカルタスクレセントの後継車種として登場（当初は5ドアハッチバックのみ）。非センターメーター車では非常に珍しい左右対称のインパネを導入していた。
2001年11月
4ドアセダンがラインナップに加わる。セダンは「エリオセダン」を名乗っている。
2002年
マイナーチェンジ。
2003年11月
マイナーチェンジ。1.5L、1.8Lモデル内装変更、メーター類がデジタルからアナログへ。1.5Lモデルのエクステリア変更。
2004年7月
マイナーチェンジ。1.8Lモデルのエクステリア変更。CMでは沢田研二の代表曲『TOKIO』の替え歌と共に走行していた。
2006年5月
5ドアハッチバックの生産終了。在庫対応分のみの販売となる。
2006年6月
ハッチバックが翌月のスズキ・SX4の登場に伴い販売終了。
2007年4月
セダンも生産終了。在庫対応分のみの販売となる。
2007年7月
セダン販売終了。ジュネーブモーターショーで発表されたSX4セダンが後継車となる。

## ギャラリー

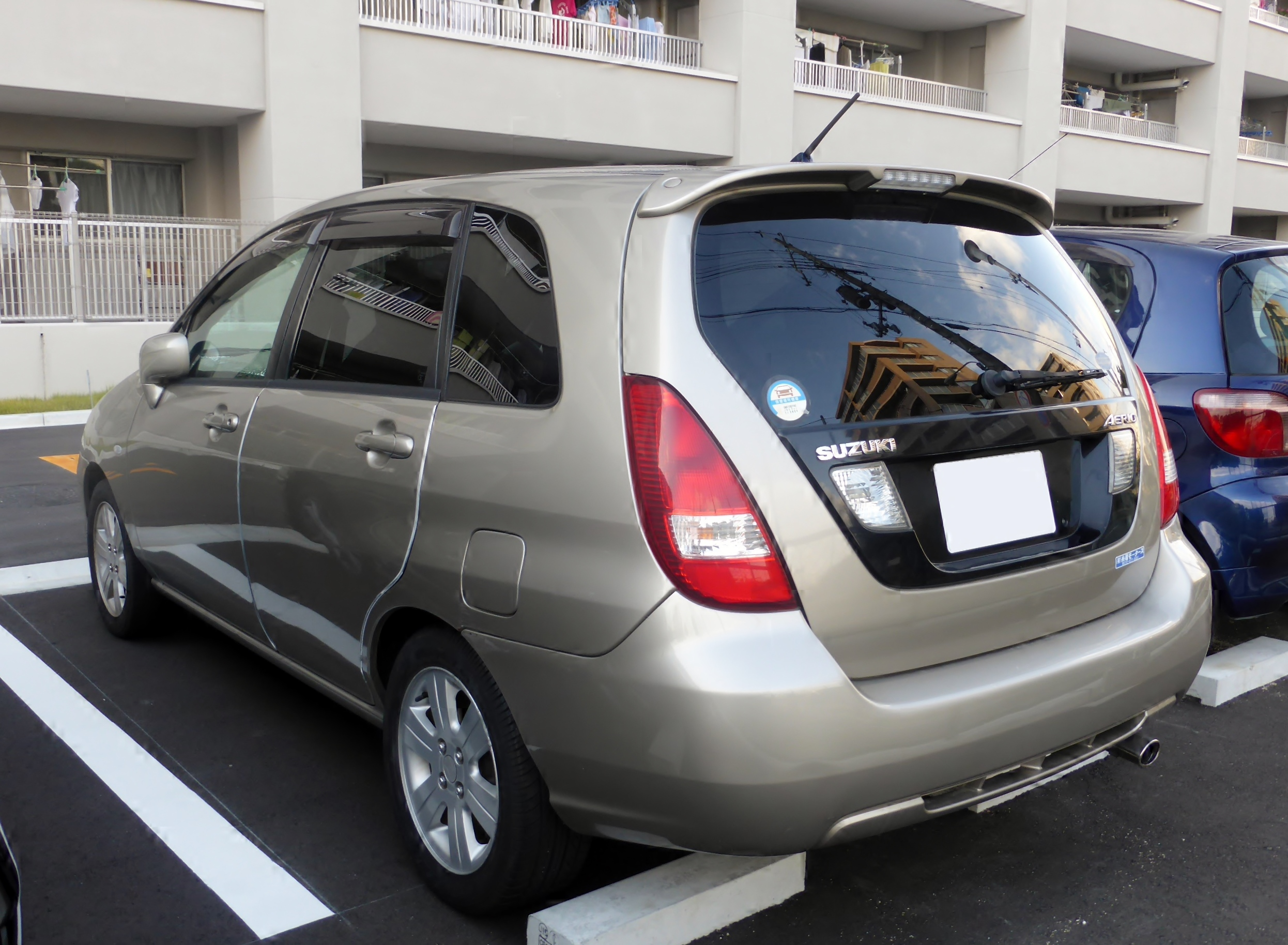
ハッチバック リア（前期型）
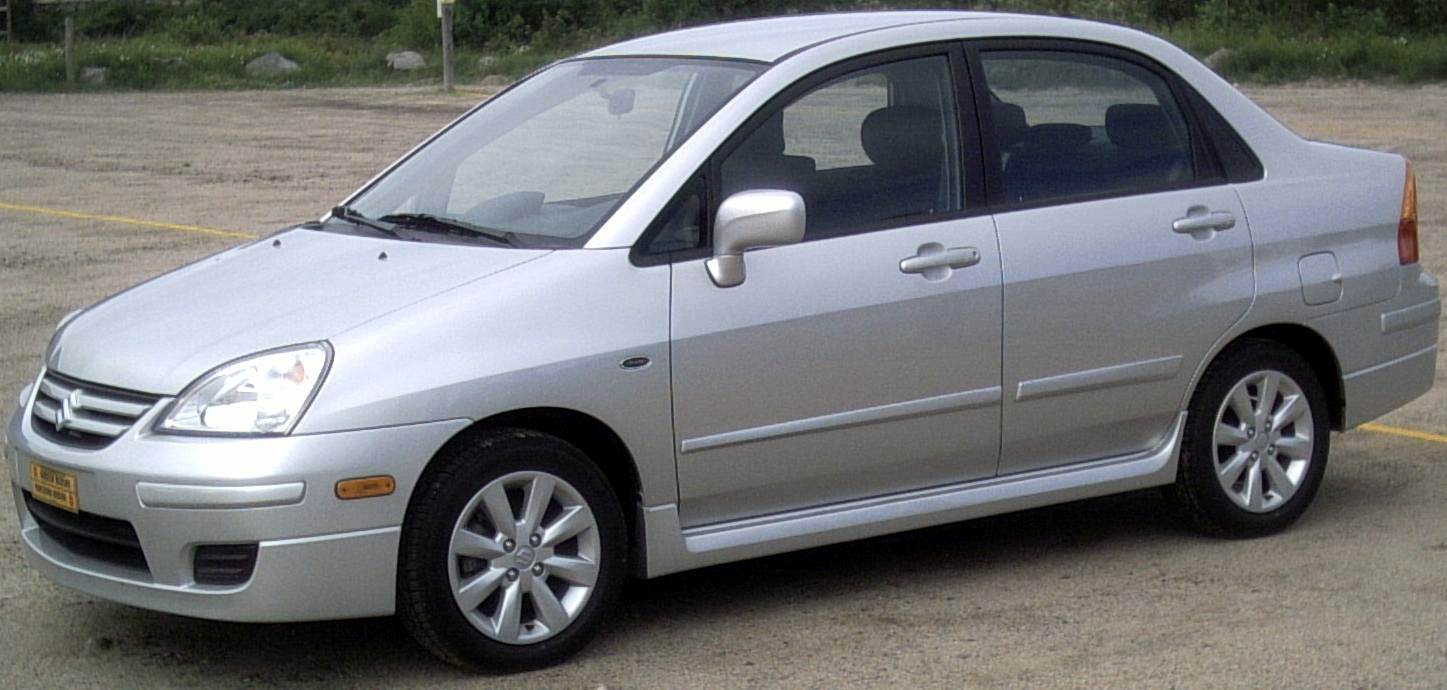
セダン フロント（中期型）
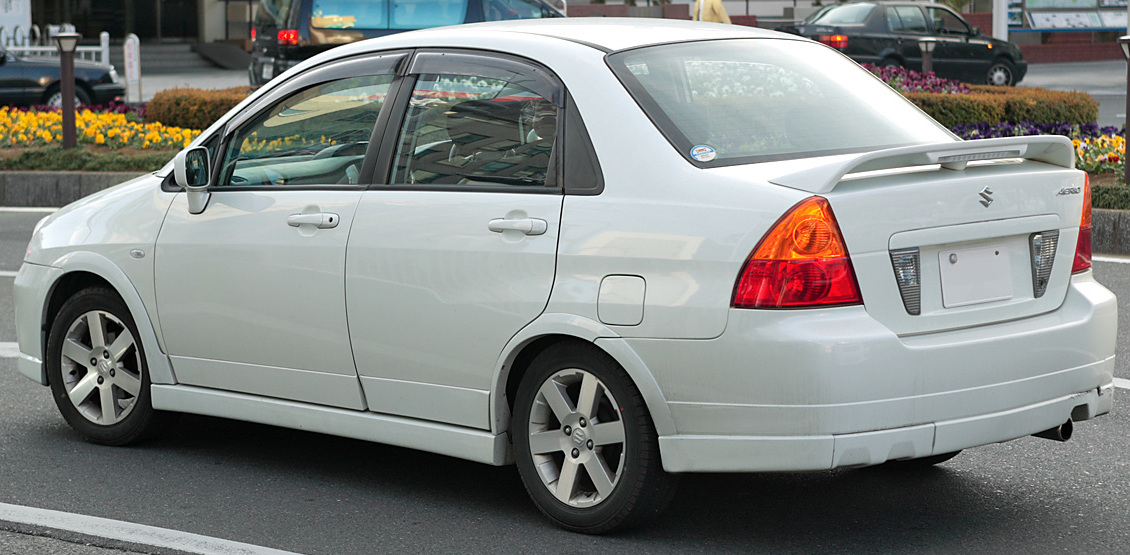
セダン リア(後期型)
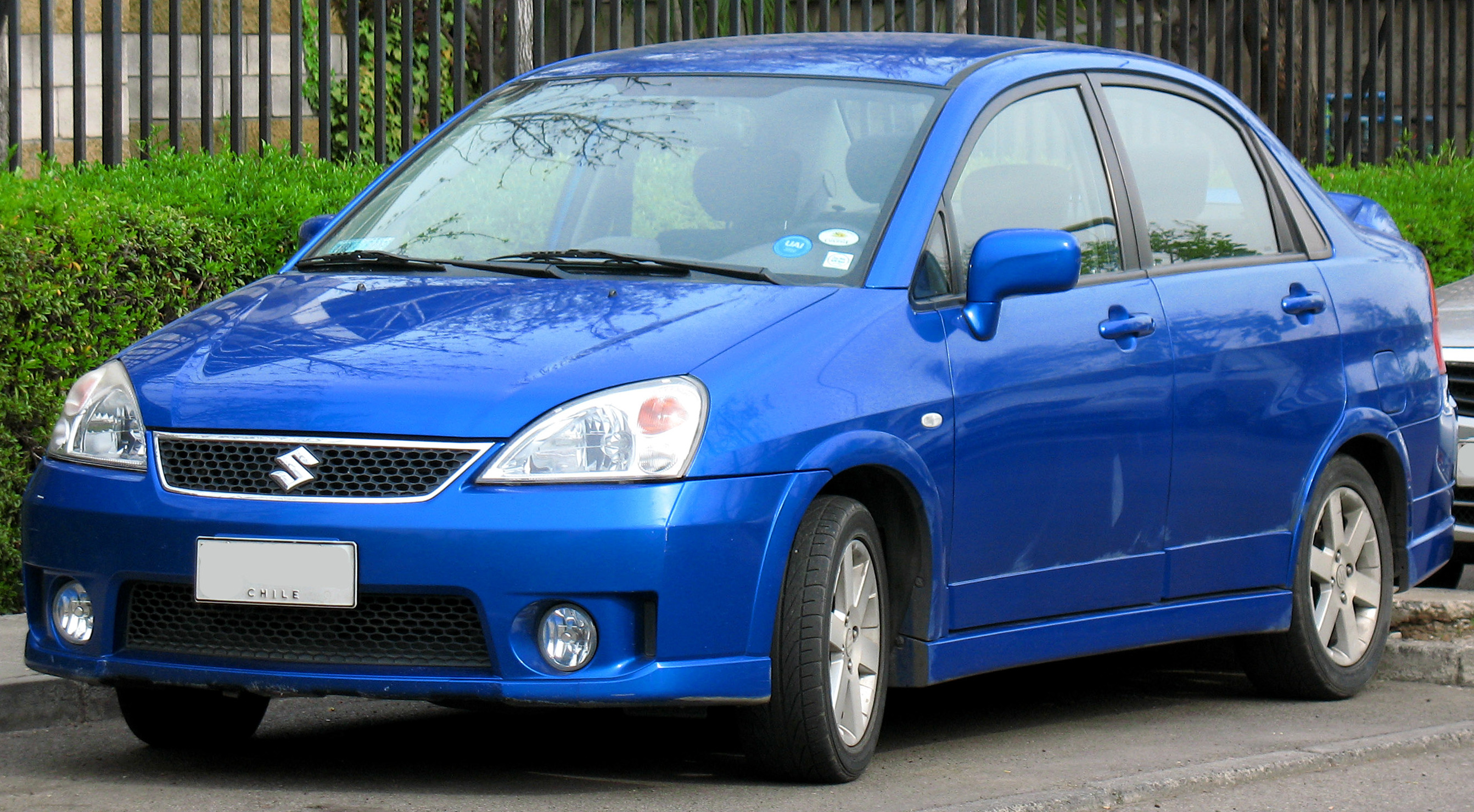
セダン フロント(後期型、輸出仕様)
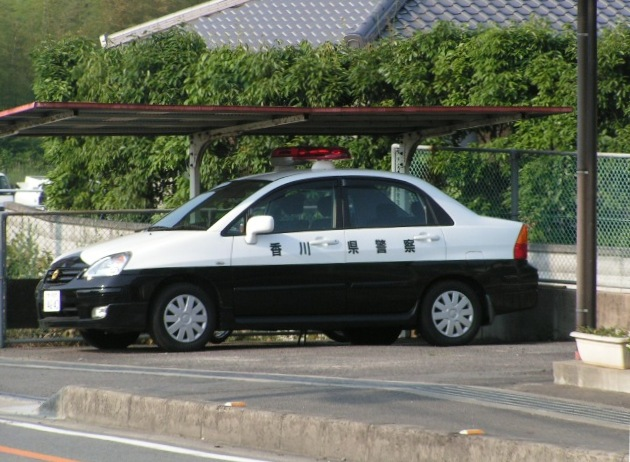
パトロールカー （香川県警察）

## モータースポーツ

### パイクスピーク
同社のカルタスやエスクード同様、この車にもパイクスピーク・インターナショナル・ヒルクライムに出走するためのスペシャルモデルが存在する。ただし、エリオと名乗ってはいるがそれは外観のみであり、中身は全くの別物である。その実体は軽量なパイプフレームで構成されたシャシーに1,000ps級のエンジンをミッドに積み4WDで駆動するモンスターマシンである。
2001年、田嶋伸博はこのエリオに乗り、粟津原豊のスズキ・エスクード・パイクスピークスペシャルと共にパイクスピーク・インターナショナル・ヒルクライムに挑んだが、マシントラブルが発生し惜しくもリタイアしている。その2年後の2003年、ニュージーランドで開催された「レース トゥ ザ スカイ（クイーンズタウン・ゴールドラッシュ）」に参戦。改良された「スズキ・エリオ・ヒルクライムスペシャル」で総合優勝を果たしている。

## その他
- スズキの工場のある静岡県牧之原市では、市長車としてエリオを使用している[6]。
- スズキの鈴木修会長の専用車は過去にエリオセダンを使用していた（現在はSX4セダンが会長専用車として導入されている）。助手席のヘッドレスト後にモニターが設置してあり、会長が乗るときには助手席を前に倒して足元スペースを広くして乗っていた。
- BBCの自動車番組『トップ・ギア』では、有名人が車の運転でタイムを競う同番組の恒例企画「Star in a Reasonably Priced Car」において、第7シーズンまでタイムアタック用の車としてリアナを使用していた。第8シーズンからはシボレー・ラセッティに切り替えた（そのラセッティも第15シーズンでキア・シードに交代。その後第20シーズンからはボクスホール・アストラが使われている）が、F1ドライバーが挑戦するときは引き続きリアーナを使用している。

## 車名の由来
エリオは、Air(空気)とRio(川)からの造語。
広々とした居住空間と流れるようなスムーズな走りをイメージしている。
欧州名であるリアーナは、Life In A New Ageの略である。